# Universidad Gallaudet
La Universidad Gallaudet (Gallaudet University en idioma inglés) /ˌɡælədɛt/ es una universidad privada estadounidense, que cuenta con el apoyo directo del congreso, para la educación de los sordos y con problemas de audición. Se encuentra en Washington D. C., con un campus de 0,40 km².
Fundada en 1864, la Universidad Gallaudet fue originalmente una escuela de gramática para niños sordos y ciegos. Fue la primera escuela para la educación avanzada de sordos y personas con problemas de audición en el mundo y sigue siendo la única institución de educación superior en la que todos los programas y servicios están diseñados específicamente para alojar a estudiantes sordos y con problemas de audición. Los estudiantes oyentes son admitidos en la escuela de posgrado y un pequeño número también son admitidos como estudiantes universitarios cada año. La universidad lleva el nombre de Thomas Hopkins Gallaudet, una figura notable en el avance de la educación de las Personas Sordas. 
La Universidad Gallaudet es oficialmente bilingüe, con Lengua de signos americana (ASL) e inglés escrito utilizado para la instrucción y por la comunidad universitaria. Si bien no existen requisitos específicos de dominio de ASL para la admisión de estudiantes de pregrado, muchos programas de posgrado requieren diversos grados de conocimiento del idioma como requisito previo.

## Historia

### Resumen de línea de tiempo

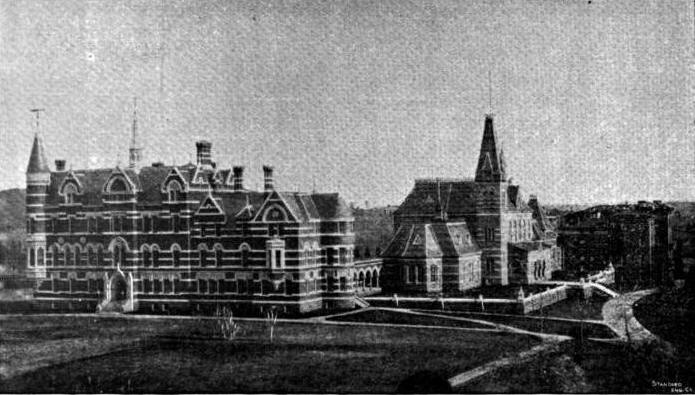
Institución de Columbia para Sordos, alrededor de 1893, poco antes de que el compus se llamara Gallaudet

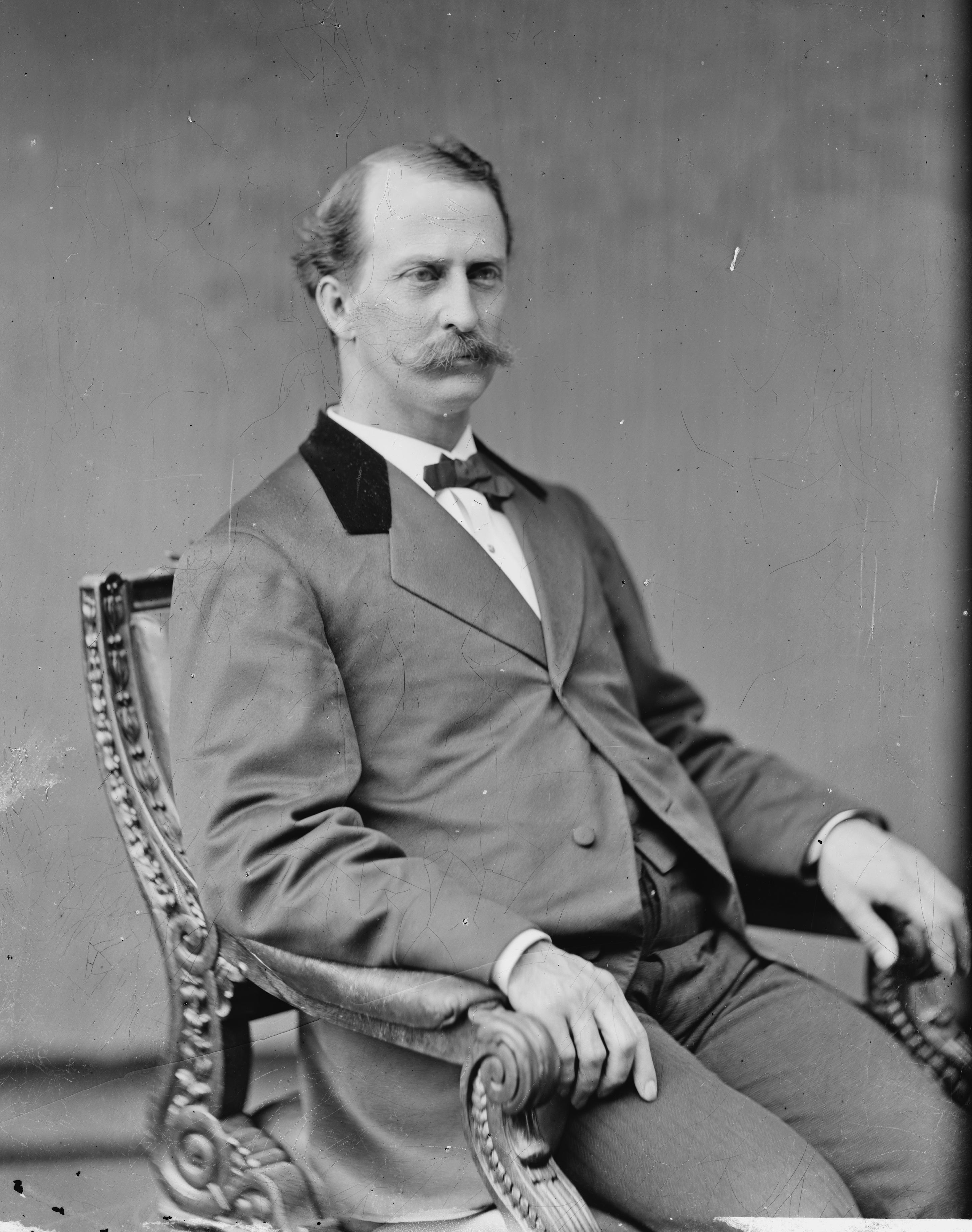
Edward M. Gallaudet

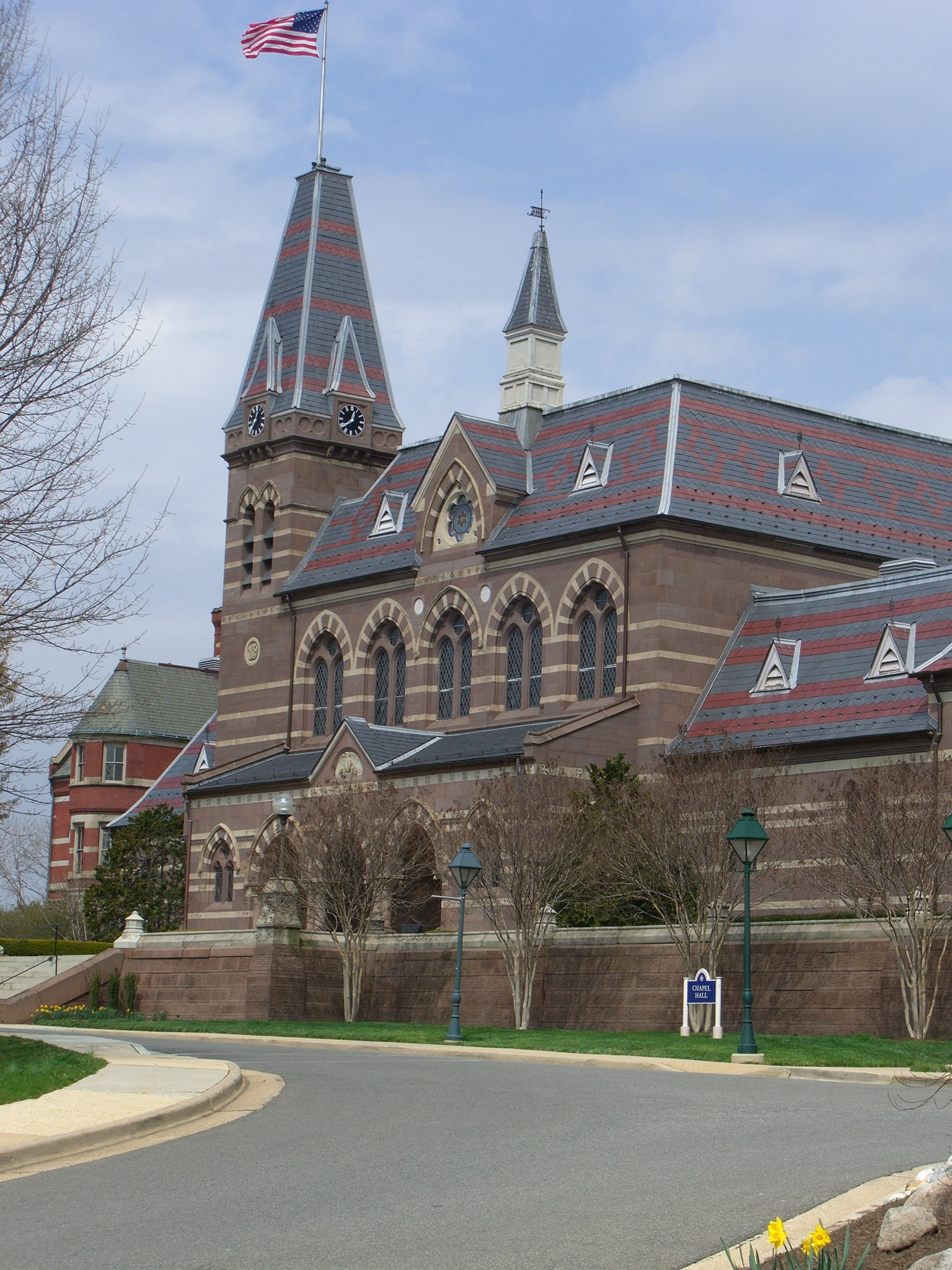
Sala de la capilla

En 1856, el filántropo y ex director general de correos de los Estados Unidos, Amos Kendall, se dio cuenta de que varios niños sordos y ciegos de Washington D. C., no estaban recibiendo la atención adecuada. Kendall hizo que los tribunales declararan a los niños como sus pupilos y donaron 8100 m² de su tierra para establecer viviendas y una escuela para ellos.  Edward Miner Gallaudet fue el primer superintendente de la nueva escuela.  Más tarde, John Carlin sugirió colocar un monumento de Thomas Hopkins Gallaudet con Alice Cogswell.
En 1857, el 34.º Congreso aprobó el H.R. 806, que organizó la escuela de gramática como la Institución de Columbia para la Instrucción de Sordos y Mudos y Ciegos y financió los costos de matrícula para los indigentes sordos, mudos o ciegos que pertenecían al Distrito de columbia.  Siete años después, en 1864, el 38.º Congreso autorizó a la institución a otorgar y confirmar títulos universitarios. El departamento colegiado se conoció como el Colegio Nacional de Sordomudos. Al año siguiente, en 1865, el 38.º Congreso eliminó la instrucción de que la institución debía educar a los ciegos y le cambió el nombre a Institución de Columbia para la Instrucción de Sordos y Mudos.
En 1954, el Congreso modificó el estatuto de la institución, cambiando el nombre corporativo a Gallaudet College , que había sido el nombre oficial del departamento colegiado desde 1894.
Durante sus 17 años como Decano del Colegio en las décadas de 1950 y 1960, George Ernst Detmold fue una figura importante en ayudar a la universidad a lograr la acreditación. También dirigió la universidad en el desarrollo de nuevos departamentos, especialmente drama. Dirigió las producciones teatrales de Gallaudet, lo que finalmente llevó al inicio del Teatro Nacional de Sordos .
En 1986, el Congreso volvió a modificar la carta de la Institución, cambiándole el nombre a Universidad Gallaudet.

### Historia temprana (1859-1880)

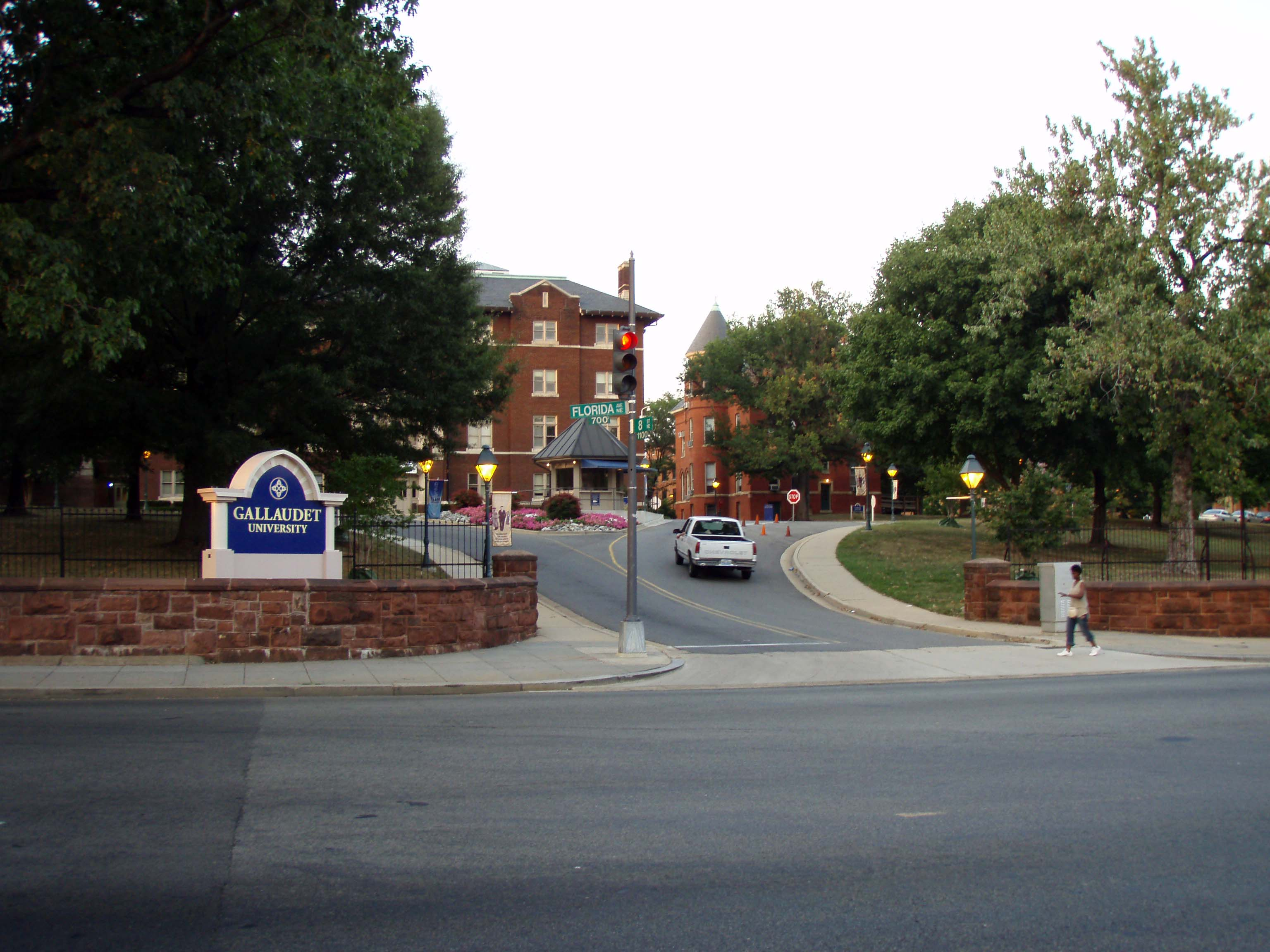
Entrada a la avenida Florida

La escuela se estableció en 1857 con un considerable esfuerzo por parte de varios ciudadanos preocupados de Washington D. C. Se utilizaron dos casas, una comprada y otra alquilada. El 1 de noviembre de 1858, el Primer Informe Anual fue presentado al Secretario del Interior.
Durante el segundo año de la escuela (1858–1859), asistieron 14 estudiantes sordos y 7 estudiantes ciegos. El superintendente Gallaudet, anticipando el crecimiento futuro de la escuela, solicitó dinero para más edificios, lamentando el hecho de que el dinero no se emitió el año anterior, debido a problemas con el presupuesto federal. El Segundo Informe Anual se presentó el 5 de noviembre de 1859.
Durante el tercer año académico (1859–1860), Kendall le suplicó al gobierno federal fondos para reubicar la escuela en terrenos más amplios.  Gallaudet elogió a Kendall por donar el dinero necesario para construir un nuevo edificio de ladrillos; sin embargo, ambos edificios escolares ya estaban llenos. Había 24 estudiantes sordos, que necesitaban un segundo maestro de sordos. El profesor de los 6 estudiantes ciegos renunció por motivos de salud.
Para el año académico 1860–61, la Guerra Civil llevaba más de seis meses activa. Gallaudet informó que los estudiantes estaban seguros y libres de peligro. Hubo 35 estudiantes sordos y 6 estudiantes ciegos que asistieron durante el año académico. Un profesor de arte fue contratado por primera vez.
Durante 1861–62, se usaron nuevos fondos para la educación industrial para alquilar una tienda cercana con el fin de enseñar a los estudiantes varones a formar un gabinete. Se estaban realizando planes para construir un nuevo edificio con 9000 dólares que el Congreso asignó a la escuela. Había 35 estudiantes sordos y 6 estudiantes ciegos. Durante las vacaciones en agosto, un regimiento de tropas utilizó el edificio de ladrillos como hospital, y algunos de los estudiantes que se quedaron durante el verano ayudaron a atender a los soldados enfermos. Un soldado murió. Por primera vez, Gallaudet propuso ampliar la escuela para crear una universidad para estudiantes sordos.
Incluso con la nueva construcción terminada para el año escolar 1862-1863, la escuela todavía estaba en su máxima capacidad y se necesitaba más dinero para comprar 53000 m² de terreno colindante y luego construir más edificios. Gallaudet pidió dinero para canalizar el agua del río, ya que la cisterna y el pozo existentes eran inadecuados para las necesidades de la escuela.
Los cursos de nivel universitario se ofrecieron por primera vez durante el año académico 1864-65.  El Congreso dio su aprobación a Columbia para otorgar títulos universitarios, y el presidente Lincoln aprobó e hizo un acto de habilitación para la universidad. En junio se celebró una ceremonia de inauguración elaborada con la asistencia de Laurent Clerc. Se compraron catorce acres de tierra con dinero suministrado por el gobierno. Gallaudet fue ascendido al cargo de presidente de la institución. Continuó presionando para obtener fondos para la expansión y nuevos edificios. Gallaudet también propuso suspender los servicios para estudiantes ciegos, y dijo que la pequeña cantidad de estudiantes ciegos se atendería mejor en la escuela para ciegos en Baltimore .
Los matriculados aumentaron rápidamente durante el año académico 1864–65. Gallaudet le pidió dinero al gobierno para llevar a cabo varios proyectos, incluida la construcción de una casa de hielo y una de gas, líneas de alcantarillado y más. La construcción principal continuó en el campus. El nombre del departamento colegiado se cambió a "National Deaf-Mute College". Los estudiantes ciegos fueron trasladados a una escuela en Baltimore.
Durante el año académico 1865-66, Gallaudet respondió a las críticas de los partidarios del método oral en Massachusetts, y dijo que la instrucción oral suele ser de poco valor para los niños sordos congénitos. Gallaudet propuso que se envíe un representante de la escuela a Europa para estudiar los métodos empleados allí, a fin de determinar qué tipos de métodos de instrucción podrían agregarse a los métodos que ya se están utilizando con éxito en la Columbia Institute y otras escuelas estadounidenses. La inscripción combinada de todos los niveles de instrucción, incluido el nivel universitario, superó los 100 matriculados por primera vez. Había 25 estudiantes matriculados en la universidad, incluidos estudiantes de 14 estados de todas las partes de la Unión. Edward Allen Fay se unió a la facultad como profesor de historia, después de haber aprendido a signar cuando era niño.
En el año académico 1866–67, se amplió el edificio de la escuela primaria y se redujeron las enfermedades. Un profesor de matemáticas fue contratado por primera vez. Se necesitaba más dinero para acomodar a los estudiantes que vendrían en las nuevas matriculaciones. 
Gallaudet dio una larga reseña de sus viajes a Europa y fue muy crítico en la medida en que el habla se enseña a niños sordos en escuelas europeas para sordos. Sin embargo, recomendó que se proporcione una cantidad limitada de capacitación en el habla a los estudiantes sordos en los Estados Unidos para aquellos que demuestren que pueden beneficiarse.  Sus viajes lo llevaron a: Doncaster , Inglaterra ; Birmingham , Inglaterra; Mánchester , Inglaterra; Liverpool , Inglaterra; Glasgow , Escocia ; Belfast, Irlanda ( Belfast , Irlanda del Norte ); Dublín , Irlanda ; Ginebra , Suiza ; Nancy , Francia , Saint-Hippolyte-du-Fort , Francia; Viena , Austria ; Leipsic, Sajonia ( Leipzig , Alemania ); Lubec ( Lübeck , Alemania); Frankfort On-the-Main ( Fráncfort , Alemania); Bruselas , Bélgica ; Zúrich , Suiza; Róterdam , Países Bajos ; París , Francia; Weissenfels, Prusia ( Weißenfels , Alemania); Praga, Bohemia; ( Praga , República Checa ); Berlín, Prusia ( Berlín , Alemania); Milán , Italia ; Génova , Italia; Turín , Italia; Dresde, Sajonia ( Dresde , Alemania); Londres , Inglaterra; Edimburgo , Escocia; Burdeos , Francia; Marsella , Francia; Múnich, Baviera ( Múnich , Alemania); Brujas , Bélgica; San Petersburgo , Rusia ; Åbo, Finlandia ( Turku , Finlandia ); Estocolmo , Suecia ; y Copenhague , Dinamarca .
La conferencia educativa más grande en la historia de la educación de sordos se llevó a cabo durante el mes de mayo de 1868 en Washington D. C., compuesta principalmente por directores de escuelas para sordos.  Catorce escuelas para sordos estuvieron representadas en 22 estados diferentes.  El principal tema de discusión fueron las recomendaciones formuladas por Edward Gallaudet con respecto a agregar lecciones de articulación al currículo de las escuelas.
En 1868–69, los primeros estudiantes completaron un curso completo de estudios universitarios, todos graduados con títulos de licenciatura.
El fundador de la escuela, Amos Kendall, murió en noviembre de 1869.  Gallaudet pronunció un elogio en la reunión de la junta en enero de 1870.  El edificio central principal se completó parcialmente, con habitaciones en el sótano y en el primer piso en uso.  Se estaban haciendo planes para comprar la propiedad de Amos Kendall, que estaba junto a los terrenos de la escuela.  Gallaudet advirtió al Congreso que los herederos de Kendall tenían planes para subdividir la propiedad si no se vendía a Columbia, y por lo tanto, la tierra nunca volvería a estar disponible para su compra en su totalidad.
En 1881, Laura Sheridan, una mujer oyente, preguntó por la aceptación de las mujeres de la Universidad de Gallaudet.  Le dijeron que las mujeres sordas no podían entrar en la institución.  En 1887, Gallaudet aceptó permitir que las mujeres presentaran su solicitud con la intención de que las mujeres no se quedaran sin estudiar.  Se hicieron arreglos de alojamiento temporal y la universidad siguió siendo coeducacional.

### Deaf President Now (1988)
Las huelgas estudiantiles en la Universidad de Gallaudet a partir del 6 de marzo de 1988 revolucionaron la percepción y la educación de la cultura sorda .  Los estudiantes sordos se indignaron con la elección de otra presidenta de audiencia, Elisabeth Zinser ; La universidad nunca había seleccionado a una persona sorda para este puesto.  Exalumnos, profesores, personal y estudiantes exigieron que el próximo presidente de la universidad sea sordo.  Después de una semana de protesta y activismo, Zinser renunció y fue reemplazado por I. King Jordan .  Este movimiento llegó a ser conocido como Deaf President Now (DPN).

### Unidad para el Movimiento Gallaudet (2006)

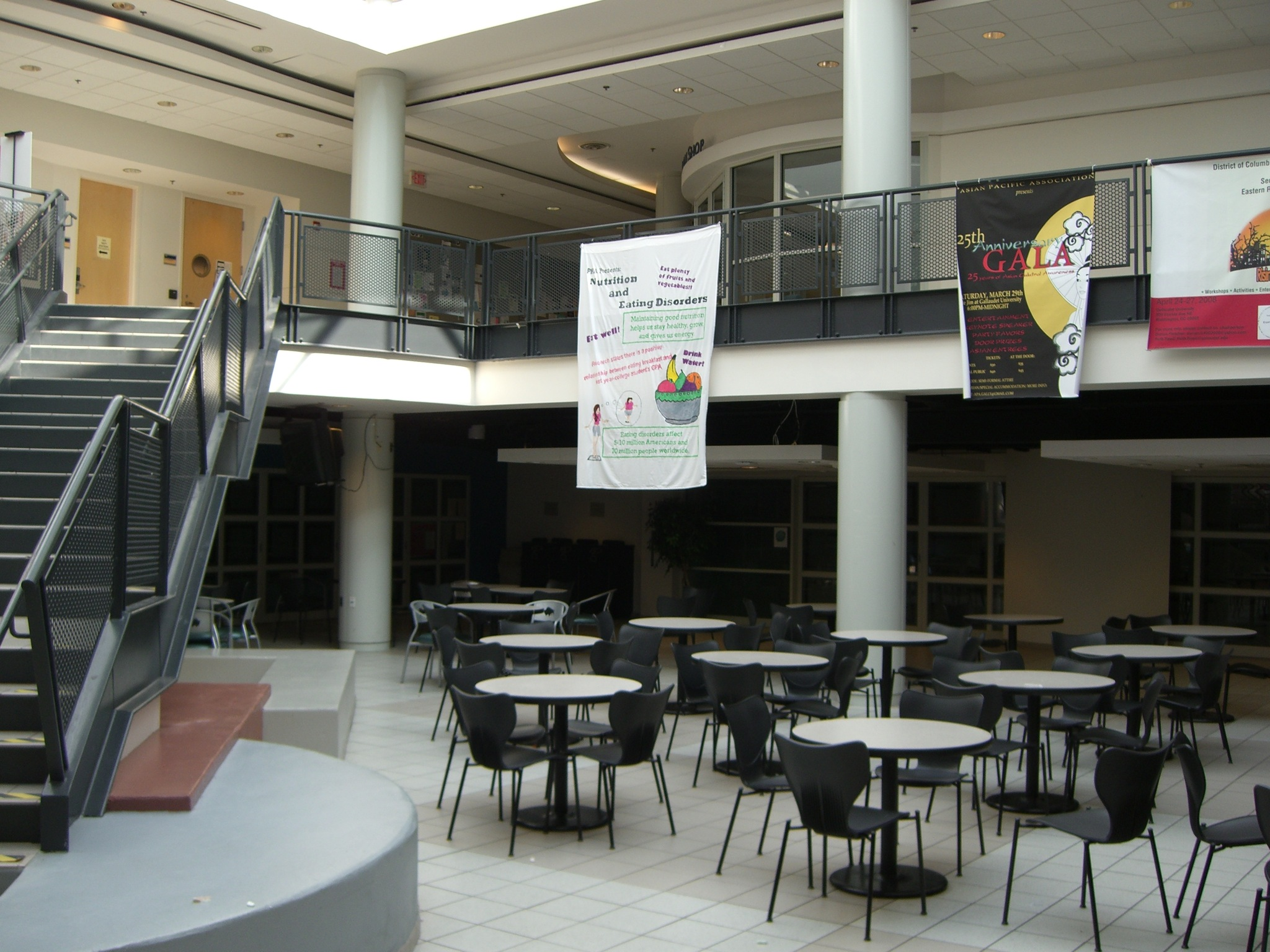
Centro Académico Estudiantil (SAC)

Jordan anunció su retiro en septiembre de 2005. El 1 de mayo de 2006, el consejo de administración de la universidad anunció que Jane Fernandes, la rectora actual de la universidad, sería la próxima presidenta de la universidad. Esto fue recibido con protestas del cuerpo estudiantil, tanto en persona en el campus como en blogs y foros de Internet. 
Inicialmente, los estudiantes mencionaron la falta de diversidad racial entre los finalistas, la falta de calidez de Fernandes, y su falta de fluidez en la lengua de señas americana .
Jordan acusó públicamente a algunos críticos de rechazar a Fernandes porque "ella no es lo suficientemente sorda".  Describió la protesta como " política de identidad " y dijo: "Estamos discutiendo sobre lo que significa ser sordo".
The Washington Post informó que a Fernandes "le gustaría ver a la institución ser más inclusiva con las personas que podrían no haber crecido usando la lengua de señas", afirmando que Gallaudet debe abrazar a "todo tipo de personas sordas".  Quienes se opusieron a ella dijeron que temían un "debilitamiento de la lengua de señas americana en una institución que debería ser su abanderada".
Los manifestantes dijeron que Fernandes distorsionó sus argumentos y que la protesta se centró en su incapacidad para liderar, un proceso de selección injusto y problemas de larga duración en la escuela.
En la protesta de la primavera de 2006, los estudiantes bloquearon las entradas al campus de Gallaudet, organizaron mítines e instalaron tiendas de campaña cerca de la entrada principal de la universidad.  Fernandes, nombrada para servir como presidente designado hasta que Jordan se retirara, dijo que ella no renunciaría.  El 8 de mayo, la facultad emitió un voto de no confianza para Fernandes. 
Cuando se reanudó el año académico de otoño de 2006, algunos estudiantes, profesores, personal y exalumnos continuaron con su protesta, pidiendo que Fernandes renuncie y que se haga nuevamente la búsqueda presidencial.  El 11 de octubre, un grupo de estudiantes que protestaban cerraron el campus. El 16 de octubre en una reunión programada regularmente, los miembros de la facultad votaron 138 a 24 para impedir que Fernandes se convierta en presidente de la Universidad de Gallaudet. 
Fernandes dijo: "Realmente no lo entiendo, así que debo creer que no se trata de mí. ...Creo que se trata de la evolución, el cambio y el crecimiento en la comunidad sorda ".
El 29 de octubre, la universidad retiró el nombramiento de Fernandes.  En un artículo de opinión en The Washington Post, Jordan defendió los comentarios de Fernandes y denunció la decisión de la junta y las acciones de los manifestantes, diciendo: "Estoy convencido de que la junta cometió un grave error al acceder a las demandas de los manifestantes al terminar la presidencia de Fernandes antes de que comenzara ".
El 10 de diciembre de 2006, la Junta de Fideicomisarios anunció que Robert Davila se desempeñaría como presidente interino por un período de hasta dos años.  Fue instalado formalmente el 9 de mayo de 2007, durante una ceremonia que incluyó un discurso de la Delegada del Congreso de Washington D. C., Eleanor Holmes Norton, quien habló positivamente de la protesta de 2006.  Renunció el 31 de diciembre de 2009. 
El 29 de junio de 2007, luego de la controversia sobre la presidencia de la universidad, Gallaudet fue puesta temporalmente a prueba por su organización de acreditación, la Comisión de Educación Superior de la Asociación de Colegios y Escuelas de los Estados del Medio . También se informó que en 2006, la Oficina de Administración y Presupuesto descubrió que "Gallaudet no logró sus objetivos o mostró un rendimiento decreciente en áreas clave, incluida la cantidad de estudiantes que se quedan en la escuela, se gradúan y cursan estudios de posgrado, después de la graduación".  En enero de 2007, el expresidente Jordan escribió un editorial sobre el tema que apareció en el Washington Post.  La Comisión de los Estados del Medio reafirmó posteriormente la acreditación de Gallaudet el 27 de junio de 2008.
El 18 de octubre de 2009, la Junta de Fideicomisarios anunció que el décimo presidente de Gallaudet sería T. Alan Hurwitz.  Comenzó su mandato el 1 de enero de 2010 y sirvió hasta que se retiró el 31 de diciembre de 2015, sucedido por Roberta Cordano, la undécima presidenta.

## Carta del congreso
La universidad reconoce que "es una corporación creada por el Congreso que sirve objetivos gubernamentales".  La universidad y el Departamento de Educación explican que Gallaudet ha sido estructurado por el gobierno federal para que tome la forma de una "institución educativa privada, sin fines de lucro, autorizada por el gobierno federal".  El gobierno federal desempeña varias funciones dentro de la institución:
- El Congreso incorporó la Institución Columbia en 1857, modificó significativamente su estatuto en 1954 y autorizó asignaciones permanentes al Congreso.  En 1986, el Congreso aprobó la Ley de educación de sordos y la modificó en 1992.  Estos actos del Congreso son parte de "la ley suprema de la Universidad de Gallaudet".[39]
- Gallaudet debe obtener la autorización del Secretario del Departamento de Educación de los EE. UU. Para vender o transferir el título de cualquiera de sus bienes inmuebles.
- Los diplomas de todos los graduados de Gallaudet están firmados por el actual presidente de los EE. UU., Que data de los diplomas de los alumnos que firmaron la subvención del Presidente de los EE. UU . En 1872.[40]
- Tres miembros del Congreso son nombrados para el consejo de administración de la universidad como "Miembros Públicos".[41]
- Gallaudet debe proporcionar informes anuales a la Secretaría de Educación.[42]
- "Gallaudet recibe la mayor parte de sus ingresos en forma de una asignación anual del Congreso, y el Departamento de Educación supervisa la asignación de la Universidad para el gobierno federal".[43]
- La Universidad Gallaudet (y el Instituto Técnico Nacional para Sordos ) están autorizados para realizar compras a través de la Administración de Servicios Generales .

El quincuagésimo quinto informe anual Gallaudet contiene un apéndice que incluye el texto de 99 leyes federales relacionadas con Gallaudet / Columbia que se promulgó entre 1857 y 1912. 

### Visitas presidenciales
Ha habido 15 ocasiones en la historia de Gallaudet cuando un presidente de los Estados Unidos visitó el campus o asistió a una función oficial fuera del campus.  La segunda visita del presidente Johnson, en 1966, fue inesperada e improvisada.  El presidente Kennedy había planeado asistir a la celebración del centenario en Gallaudet en 1964, pero fue asesinado .
- Presidente Ulysses S. Grant , 1870 y 1871.[47][48]
- Presidente Rutherford B. Hayes , 1877,[49] 1878, 1879 y 1880.[50][51][52][53]
- Presidente James A. Garfield , 1881.[54][55][56]
- Presidente Chester A. Arthur , 1882.[57]
- Presidente Grover Cleveland , 1885.[58]
- Presidente Benjamin Harrison , 1889 (Dos visitas, mayo y junio).[59][60]
- Presidente Theodore Roosevelt , 1906.[61][62][63]
- Presidente Lyndon Baines Johnson , 1964[64][65][66] y 1966.[67][68]
- Presidente Bill Clinton , 1994.[69]

## Académica
Varios programas y carreras se ofrecen en la Universidad de Gallaudet.  Las cinco carreras más populares son negocios, artes visuales y escénicas, estudios de comunicación, educación física y psicología.  La Universidad de Gallaudet ofrece treinta programas de posgrado en diez departamentos, así como cursos de educación continua en línea y en el campus.  Más del 90 por ciento de las clases ofrecidas en la Universidad de Gallaudet contienen menos de 20 estudiantes.  La tasa de retención de estudiantes de primer año en la universidad es relativamente baja, con un 72 por ciento, y la tasa de graduación de cuatro años también es baja, con un 16 por ciento.
Las clases se imparten en ASL sin inglés hablado, y los materiales curriculares están diseñados tanto en ASL como en inglés.  Las aulas están orientadas a la vista y están organizadas en torno a la filosofía del espacio de los sordos , como todos los escritorios dispuestos en un círculo para que todos los alumnos y maestros se puedan ver para los debates.  Si un profesor necesita captar la atención del aula, emitirá una señal luminosa.

## Campus

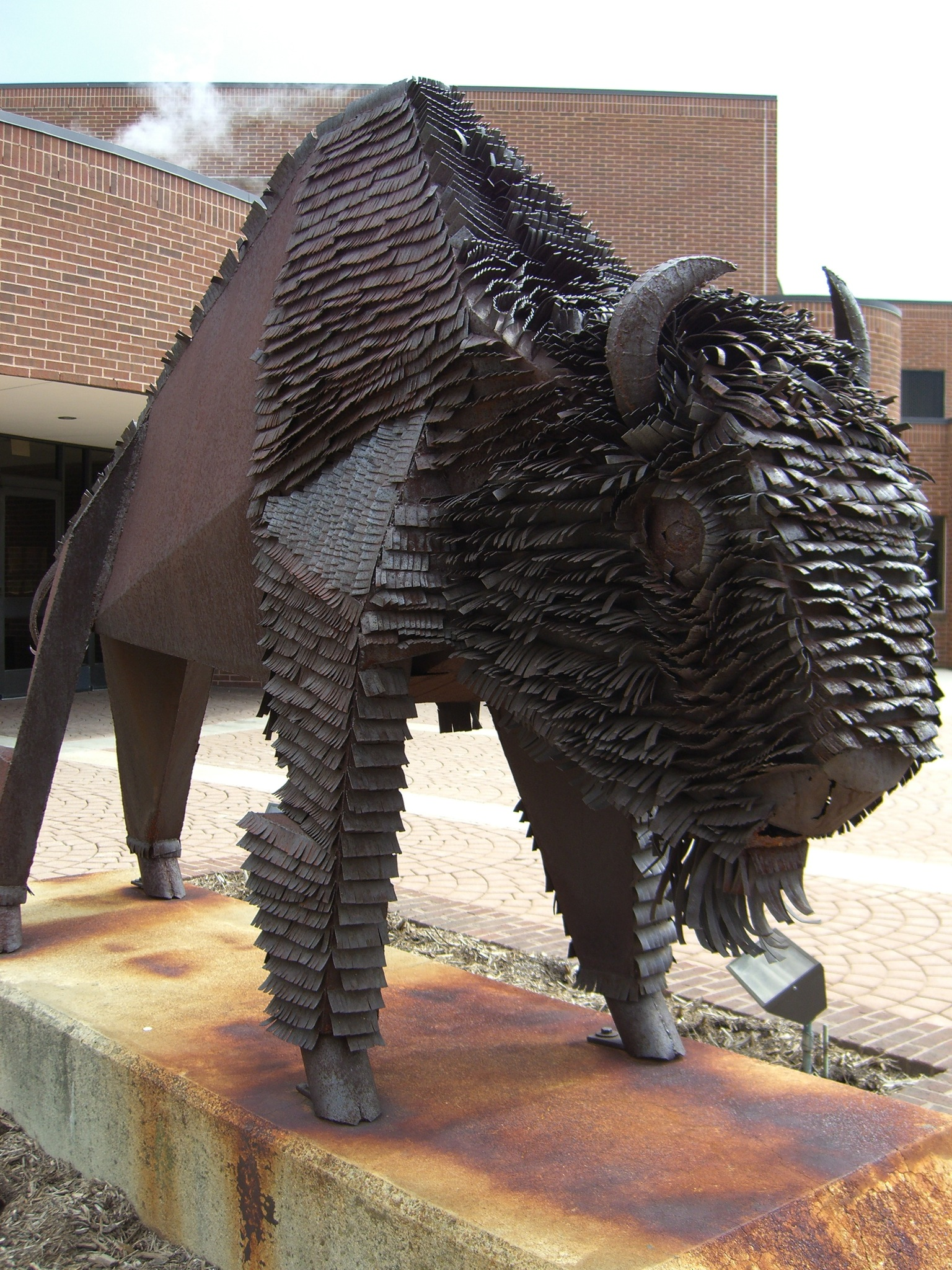
Bison, la mascota

### Designaciones históricas
El campus de Gallaudet, que comprende el distrito histórico de Gallaudet College , ha sido designado como un lugar histórico en varios registros y encuestas: 
- El distrito histórico de Gallaudet College se agregó al Registro Nacional de Lugares Históricos en 1974.[74][75]
- Inventario de sitios históricos del Distrito de Columbia (listados agregados en 1964 y 1973).[76][77]
- Designación de Monumentos Históricos Nacionales (agregado 1965).[78]
- Encuesta histórica de edificios americanos (agregado 1933).[79]

### Escuela primaria y secundaria en el sitio
El campus se comparte con Kendall Demonstration Elementary School, una escuela diurna que atiende a estudiantes sordos y con dificultades auditivas desde el nacimiento hasta el 8.º grado, y la Escuela Secundaria Modelo para Sordos , una escuela secundaria diurna y residencial para personas sordas y con problemas de audición.

### Reurbanización del campus (2015-2024)
En octubre de 2014, el consejo de administración de la Universidad de Gallaudet anunció un ampliación que durara 10 años y 450 millones de dólares en su campus a lo largo de 6th Street NE. JBG Smith supervisará el desarrollo, que incluye tanto las propiedades del campus como las propiedades residenciales y comerciales propiedad de la universidad.

## Deportes
Gallaudet es miembro de la División III de la NCAA y de la Northeast Athletic Conference .  Los equipos que juegan en la Northeast Athletic Conference son los equipos de baloncesto masculino, femenino, de campo a través, de fútbol, junto con los equipos de béisbol, softball y voleibol.  Sin embargo, el equipo de fútbol Gallaudet juega en la Conferencia de Fútbol de Eastern Collegiate .  Además del equipo de fútbol, que juega en una conferencia diferente a la mayoría de los deportes en Gallaudet, los equipos de natación masculinos y femeninos, así como los equipos de atletismo masculino y femenino, compiten como independientes.  Los bisontes compiten en béisbol , baloncesto , carreras a campo a través , fútbol , atletismo en interiores y exteriores , fútbol , softbol , natación , tenis , voleibol y lucha libre .  Sus colores son el ante y azul , que fueron escogidos por los uniformes de los soldados de la Unión en la guerra civil.[cita requerida]

### Baloncesto de mujeres
El baloncesto femenino de Gallaudet tuvo su mayor éxito en 1999, con un grupo de jugadores de la Academia Estatal de Minnesota para Sordos.  Ronda Jo Miller , sin duda alguna, la mejor jugadora de baloncesto femenino en la historia del programa, fue un seleccionada tres veces en la División III All-America, así como una de las mejores jugadoras de voleibol femenino.[cita requerida]
Bajo el liderazgo de la entrenadora Kitty Baldridge, Miller, Touria Ouahid, Ronda Johnson y Jenny Cooper llevaron a los Bisontes al Torneo NCAA por segunda vez en tres temporadas.  Los bisontesviajarón a St. Mary's College (Md.), La escuela que los acababa de derrotar en el Athletic de Capital. Recibió una de las preselecciones más bajas como un equipo general en el campo del Torneo NCAA de la División III, que contaba con solo 48 equipos. Torneo de conferencia, y salió con una victoria de 80-73.  En la segunda ronda, Gallaudet se enfrentó a un equipo de The College of New Jersey que había recibido un bye en la primera ronda y era muy favorecido, pero Miller logró 38 puntos, utilizando una variedad de tiros impresionantes.  Los bisontes avanzarón a la ronda Sweet 16 del torneo de 1999 antes de caer para recibir la escuela Salem State College (Mass.).
Miller terminó con 2,656 puntos anotados, 1,545 rebotes y 373 tiros bloqueados, y fue llamado "uno de los mejores jugadores de baloncesto en la historia de la División III" por la NCAA.
Kevin Cook entrenó al equipo brevemente durante su éxito.  El equipo no había ganado un juego de conferencia en cinco años e incluso perdió un juego por 75 puntos en el primer año a cargo de Cook.  La persistencia de Cook en defensa y disciplina cambió el programa.  Gallaudet comenzó la temporada 2010–11 con una racha de 20 victorias consecutivas y terminó la temporada 24–4 (20–2 en juego de conferencia).  Cook fue nombrado Entrenador del Año de la North Athletic Athletic Conference y Senior Easter Faafiti fue elegido Jugador del Año de NEAC.  La temporada 2010-11 terminó en la primera ronda del Campeonato de la División III de la NCAA con una derrota ante Juniata.
Después de una victoria sobre Penn State-Berks en la temporada 2010-2011, el escolta Corin Bishop de Penn State "dijo que ve al equipo de Gallaudet como un gran equipo de baloncesto, no como un equipo de jugadores sordos".  Hayes de Gallaudet dijo más tarde: "Siento que hay personas que nos estereotipan como jugadores sordos, soy como todos los demás que juegan al baloncesto".  En una entrevista con Lydia Lum de Diverse , dijo: "Debido a nosotros, hay una creciente conciencia de que hay diferencias entre las personas sordas, pero todos somos iguales".

### Fútbol americano

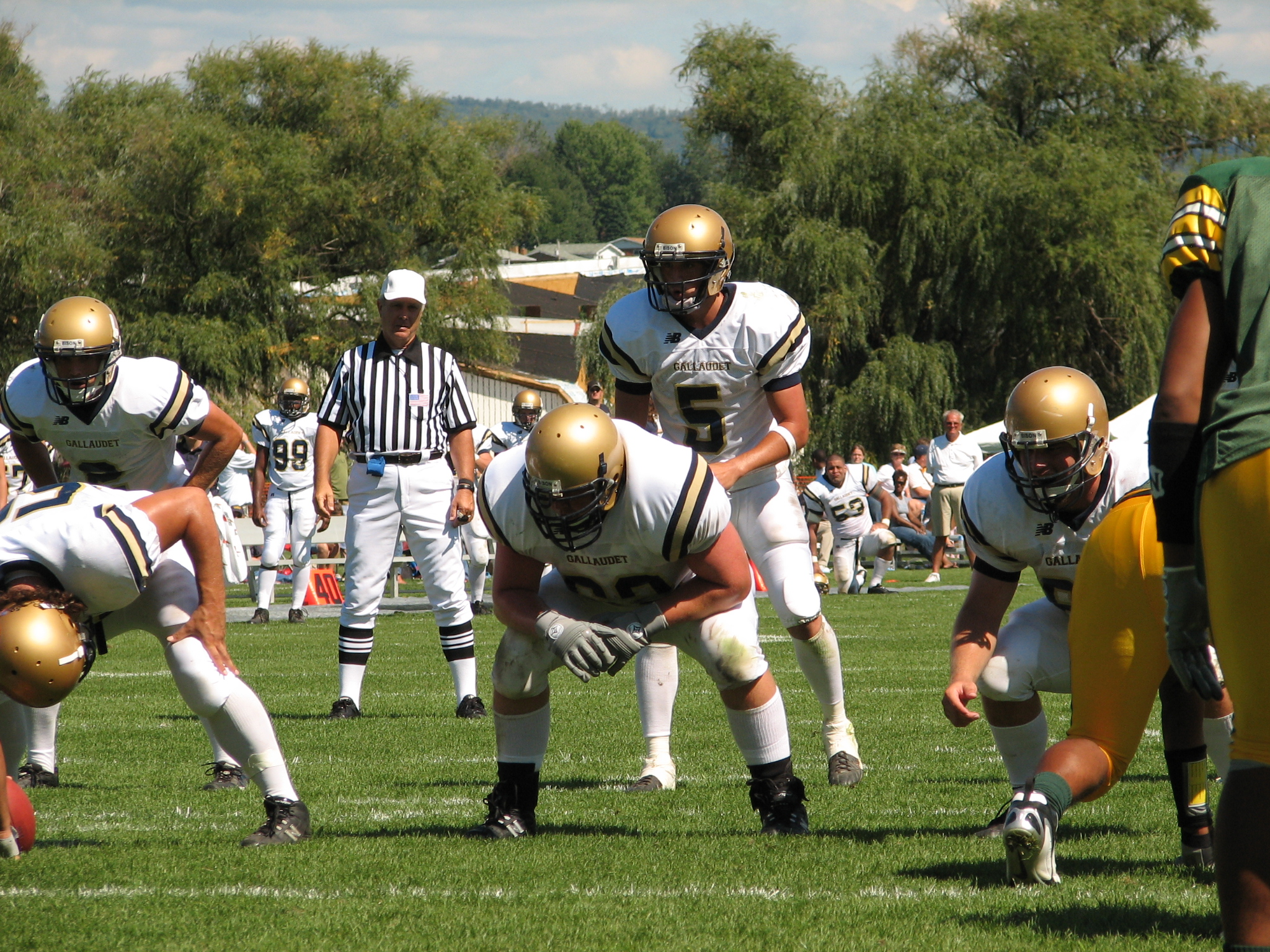
Fútbol americano de Gallaudet (2007)

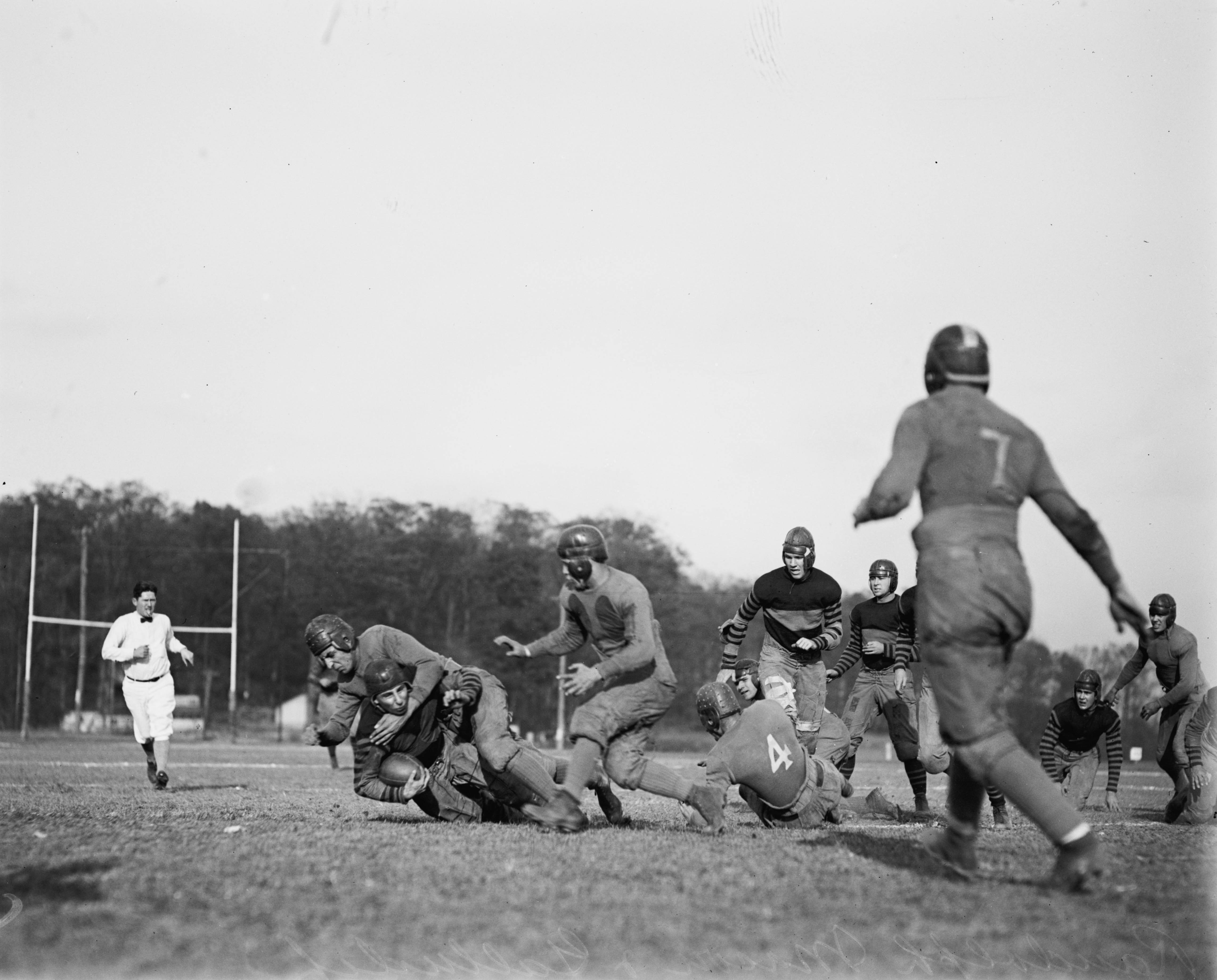
Fútbol americano de Gallaudet (1923)

El grupo de fútbol americano se originó en Gallaudet cuando el equipo notó que sus oponentes estaban tratando de ver y leer sus carteles para tratar de adivinar sus jugadas.
Después de una temporada invicta en 2005, que se logró después de 122 años, el entrenador en jefe Ed Hottle comenzó su campaña para devolver a Gallaudet a las filas de la NCAA.  Con el apoyo de la administración de Gallaudet, los bisontes jugaron su última temporada de fútbol de clubes en 2006 y jugó una lista completa de ocho partidos de la NCAA en 2007.
Después de la temporada de fútbol de 2009, el entrenador Hottle se fue para convertirse en el primer entrenador en jefe del primer equipo de fútbol en la Universidad de Stevenson .  Anunció su decisión en una reunión con el equipo de fútbol.  El coordinador ofensivo Chuck Goldstein fue designado para ser el entrenador interino del equipo de fútbol.  El 17 de diciembre de 2009, se eliminó la etiqueta provisional y fue el entrenador principal permanente del equipo.
El equipo de fútbol de la Universidad de Gallaudet tiene una larga rivalidad con la Universidad Católica de América , otra escuela en el área de Washington D. C..  El 7 de septiembre de 2012, la Universidad de Gallaudet derrotó a la Universidad Católica de América por primera vez en los 106 años de historia de la rivalidad entre las dos escuelas de DC.
En el otoño de 2013, el programa de fútbol de Gallaudet comenzó una carrera notable para los playoffs de la División III y obtuvo una considerable cantidad de publicidad, ganando la temporada regular con un récord de 9-1, antes de caer en Hobart College en la primera ronda de los playoffs. Finalizando la temporada con un récord global de 9-2 (.818).

### Voleibol
En 2006, el equipo de voleibol femenino de Gallaudet terminó su temporada 30-10 después de una carrera histórica hacia los Sweet Sixteen en el torneo de la NCAA División III.  Tamijo Foronda, un veterano golpeador de exterior, fue nombrado para el Equipo AVA All-American.

### Atletas destacados
Los atletas notables que han asistido a la universidad incluyen: 
- Richard Jacobs, miembro del equipo nacional de balonmano de EE. UU., Con varios partidos internacionales en su haber; Fue uno de los últimos recortes con el equipo olímpico de balonmano del equipo estadounidense.
- Dawn Birley , certificada como elegible para los Juegos Olímpicos, ganó varios campeonatos nacionales de Taekwondo en Canadá; ella no llegó a los Juegos Olímpicos solo porque taekwondo no fue considerada como una medalla deportiva en los Juegos Olímpicos de 1996 .
- Denny Guinn , también otro canadiense, fue el mejor tirador de pistola de aire del país; Mientras representaba a Gallaudet en el Campeonato Nacional de Tiro Universitario, terminó el número 1 en la nación, a pesar de tener que practicar en un campo de tiro, fuera del campus por motivos de seguridad.
- Marvin Marshall ganó el campeonato local de boxeo Golden Gloves en Washington D. C. y participó en el campeonato nacional Golden Gloves; Tuvo más de 500 peleas amateur en su carrera de boxeo.
- Gillian Hall fue campeona de natación sincronizada del estado de Connecticut
- Tony Tatum , esquinero estadounidense de 2009-2012, se convirtió en el primer jugador de fútbol de la Universidad de Gallaudet en jugar profesionalmente.  Firmado con Utah Blaze de AFL y publicado 3 intercepciones, una regresó para un touchdown.  Actualmente firmado con los gladiadores de Cleveland.

## Comunidad griega
La comunidad griega del campus es relativamente pequeña con solo 4 fraternidades y 4 hermandades.  Las cuatro fraternidades son Kappa Gamma, Alpha Sigma Pi, Kappa Sigma y Delta Sigma Phi .  Las cuatro hermandades son Delta Epsilon, Phi Kappa Zeta , Alpha Sigma Theta y Delta Zeta . 

## Investigación
La Oficina de Apoyo a la Investigación y Asuntos Internacionales (RSIA) de Gallaudet (anteriormente Instituto de Investigación Gallaudet o GRI) es reconocida internacionalmente por su liderazgo en investigaciones relacionadas con la sordera.  Los investigadores de RSIA recopilan y analizan datos sobre las características sociales, académicas y perceptivas de las poblaciones sordas y con dificultades auditivas, principalmente para proporcionar la información que necesitan los educadores en el campo.  El personal está capacitado en diversas metodologías de investigación, incluidas encuestas, normas y evaluaciones de pruebas, estudios etnográficos, estudios clínicos y gestión de la información.  En 2016, RSIA comenzó a organizar la Exposición de Investigación Gallaudet , para dar a los estudiantes, profesores y personal "la oportunidad de compartir ideas y mostrar los logros y logros académicos".  Las presentaciones representan "educación, lingüística, STM, neurociencia, interpretación y traducción, informática, audiología, psicología, estudios para sordos y otros campos que reflejan las prioridades de investigación de Gallaudet".  El tercer Gallaudet RExpo se llevará a cabo en octubre de 2018. 
Gallaudet University Press publica dos revistas académicas, American Annals of the Deaf (est. 1847) y Sign Language Studies (est. 1972).  Los Anales son "la revista en idioma inglés más antigua y más leída que trata sobre la sordera y la educación de las personas sordas".
El capítulo de Psi Chi del Departamento de Psicología publica la revista Gallaudet Chronicles of Psychology .  El diario es administrado y editado por miembros graduados del capítulo.  Las Crónicas están diseñadas para "imitar las revistas profesionales revisadas por pares" y brindan a los estudiantes graduados la oportunidad de difundir su investigación de psicología original.  En 2018, el capítulo publicará el quinto volumen de las Crónicas . 
En el otoño de 2010, el Departamento de Estudios para Sordos de la universidad lanzó la Revista Digital de Estudios para Sordos (DSDJ), la primera revista académica y de artes creativas revisada por pares en lengua de señas americana e inglés.  El propio DSDJ se publica en contenido totalmente basado en video y está disponible en línea.  Hasta la fecha, solo se han publicado cuatro ediciones de DSDJ, la más reciente se publicó en 2014.

## Facultad notable
| Facultad                | Cantidad de años en servicio | Años en servicio |
| ----------------------- | ---------------------------- | ---------------- |
| Percival Hall Sr.       | 58 años                      | 1895-1953        |
| Edward Allen Fay        | 57 años                      | 1866-1923        |
| John B. Hotchkiss       | 53 años                      | 1869-1922        |
| Edward Miner Gallaudet  | 46 años                      | 1864-1910        |
| Amos G. Draper          | 44 años                      | 1873-1917        |
| Irving S. Fusfeld       | 44 años                      | 1916-1960        |
| Elizabeth Benson        | 44 años                      | 1926-1970        |
| William C. Stokoe, Jr.  | 29 años                      | 1955-1984        |
| R. Orin Cornett         | 19 años                      | 1965-1984        |
| Teresa Blankmeyer Burke | 13 años                      | 2005-presente    |
| Betty G. Miller         | 17 años                      |                  |

## Lista de los presidentes de la universidad de Gallaudet
- Edward Miner Gallaudet (1864-1910)
- Dr. Percival Hall (1910-1945)
- Leonard M. Elstad (1945-1969)
- Edward C. Merrill Jr. (1969-1983)
- W. Lloyd Johns (octubre de 1983-enero de 1984)
- Jerry C. Lee (1984-1988)
- Elisabeth A. Zinser (marzo de 1988)
- I. King Jordan Jr. (1988-2006)
- Robert Davila (2006-2009)
- T. Alan Hurwitz (2010–2015)
- Roberta Cordano (2016-presente)